# Pycnoclavella narcissus
Pycnoclavella narcissus är en sjöpungsart som beskrevs av Kott 2005. Pycnoclavella narcissus ingår i släktet Pycnoclavella och familjen Pycnoclavellidae. Inga underarter finns listade i Catalogue of Life.